# سوزان نجم‌الدین
سوزان نجم‌الدین (زاده ۲۴ نوامبر ۱۹۷۳) هنرپیشه سرشناس سوریه‌ای است که در ایران وی را بیشتر به خاطر ایفای نقش در سریال سرای ابریشم (خان الحرير) که در ماه رمضان(دی ماه) سال 1377لحظات بعدازافطار از شبکه ۲ تلویزیون ایران پخش می شد می‌شناسند. این سریال تاکنون چندین بار باز پخش شده است که نمونه آن دراوایل دهه هشتاد دربرنامه تصویر زندگی شبکه۲ و از۱۴اردیبهشت۱۴۰۱ساعت۱۸ازشبکه  تماشا.

## فیلم‌شناسی
- Aldakheelah–The Inner ( الدخیلة)–Syria (سوریه)
- Nihayat rajol shojaa–The end of a courageous man (نهایة رجل شجاع)–Syria (سوریه)
- Alzhaher Baibars ( الظاهر بیبرس)–Syria (سوریه)
- Khan alharir–The Silk market (خان الحریر) - Syria (سوریه)
- Hanin (حنین) - Syria (سوریه)
- Moluk altawaef–Communions’ kings (ملوک الطوائف) - Syria (سوریه)
- Tuyoor alshawk–Birds of Thorns (طیور الشوک) - Syria (سوریه)
- Forsat al'omr- Opportunity of a litetime (فرصة العمر) - Syria (سوریه)
- Zawj alsett– Maid's husband (زوج الست) - Syria (سوریه)
- Ommahat - Mothers (أمهات) - Syria (سوریه)
- Gibran Khalil Gibran (جبران خلیل جبران)–Syria / Lebanon (لبنان / سوریه)
- Noqtat Nizam- System's point ( نظام نقطت)–Egypt (مصر)
- Alharebah–The Escape (ألهربه ) - Syria (سوریه)